# دوري كرة القدم الصربي الدرجة الأولى 2018–19
دوري كرة القدم الصربي الدرجة الأولى 2018–19 هو موسم من دوري كرة القدم الصربي الدرجة الأولى ‏. فاز فيه باتشكا توبولا.